# Койтендаг
Койтендаг (туркм. Köýtendag) — город в Лебапском велаяте Туркменистана. Центр Кёйтендагского этрапа. Город расположен около берега Амударьи. В посёлке находится железнодорожная станция Чаршангы (на линии Керкичи — Термез).
Статус посёлка городского типа с 1957 года. До 1999 года носил название Чаршанга. С 2016 года — Койтендаг город.

## Население
| 1959 | 1970 | 1979 | 1989 | 2022   |
| ---- | ---- | ---- | ---- | ------ |
| 4057 | 5741 | 7569 | 8654 | 18 816 |